# حجره مران (روستا)
 حجره مران  به عربی ( حُجرَة مَران )، روستایی است در دهستان وادی اجبار از توابع استان 
استان صَنعاء در کشور یمن در شبه جزیره عربستان.

## جمعیت
جمعیت آن (۸۰ ) نفر (۹ خانوار) می‌باشد.